# Jukka Matinen

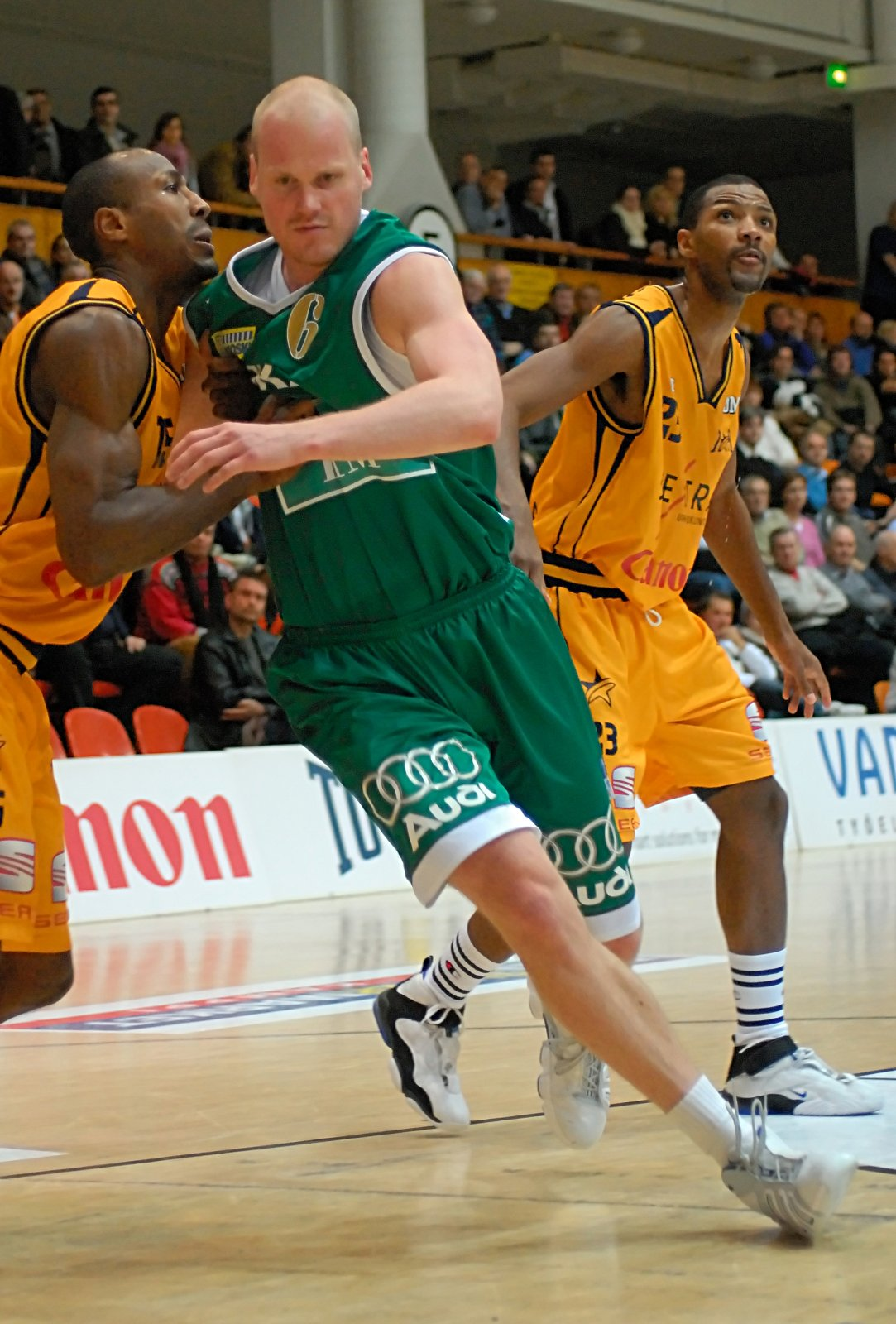
Matinen im Jahr 2006

Jukka Tapio Matinen (* 6. November 1978 in Kerava) ist ein ehemaliger finnischer Basketballspieler.

## Laufbahn
Pantterit Helsinki war in der Saison 1995/96 Matinens erster Verein in der höchsten finnischen Spielklasse, Korisliiga. 1996/97 spielte er bei New Wave Helsinki, der Durchbruch in der Liga gelang ihm 1997/98, als er in 28 Korisliiga-Einsätzen für Helsingin NMKY im Schnitt 11,8 Punkte erzielte.
Von 1998 bis 2000 stand der 2,03 Meter große Flügelspieler bei Torpan Pojat (ToPo) unter Vertrag, 2000 wurde er mit der Mannschaft finnischer Vizemeister. Matinen machte in der Saison 1999/2000, in der er mit ToPo Silber gewann mit 12 Punkten pro Spiel auf sich aufmerksam.
Er wechselte zu Espoon Honka. 2001 und 2002 wurde er mit der Mannschaft aus der Stadt Espoo finnischer Meister. Seine guten Leistungen im Spieljahr 2001/02 (14,3 Punkte/Begegnung) brachten ihm einen Vertrag beim deutschen Bundesligisten Skyliners Frankfurt ein, den er zwischen 2002 und 2006 verstärkte. Mit Frankfurt wurde Matinen 2004 deutscher Meister und 2005 Vizemeister. Am Gewinn der Meisterschaft in der Saison 2004/05 war Matinen in 41 Bundesliga-Spielen mit 7,1 Punkten je Begegnung beteiligt. Insgesamt brachte es der Finne auf 124 Einsätze in der höchsten deutschen Spielklasse. Er machte sich in Frankfurt als wichtiger Ergänzungsspieler mit guter Verteidigungsarbeit und einem sicheren Distanzwurf einen Namen.
Nach seinen vier Jahren in der Bundesliga ging der Flügelspieler in seine Heimat zurück, spielte dort wieder für Espoon Honka. In der Saison 2006/07 erreichte er in der Korisliiga mit 16,8 Punkten je Begegnung seinen Karrierebestwert als Berufsbasketballspieler. Er wurde mit Honka sowohl 2007 als auch 2008 finnischer Meister. 2011 verließ er die Mannschaft und spielte bis zu seinem Karriereende im Jahr 2015 bei KTP-Basket in der Stadt Kotka. 2013 wurde Matinen mit KTP finnischer Vizemeister. Insgesamt bestritt er 611 Korisliiga-Spiele (11,3 Punkte/Einsatz).
Matinen war finnischer Nationalspieler und nahm an der Europameisterschaft 2009 sowie an den B-Europameisterschaften 2005 und 2007 teil.